# NGC 371
NGC 371, también llamado Hodge 53, es un cúmulo abierto a 200.000 años luz(61.320 pc) de distancia, ubicado en la Pequeña Nube de Magallanes, en la constelación de Tucana. Fue descubierto el 1 de agosto de 1826, por el astrónomo escocés James Dunlop, tiene una magnitud aparente de 11.75, una dimensión aparente de 2.6 X 2.6, una declinación de -72° 04.4' 00", una ascensión recta de 01h 03m 25s, es una región HII y es de época J2000. 

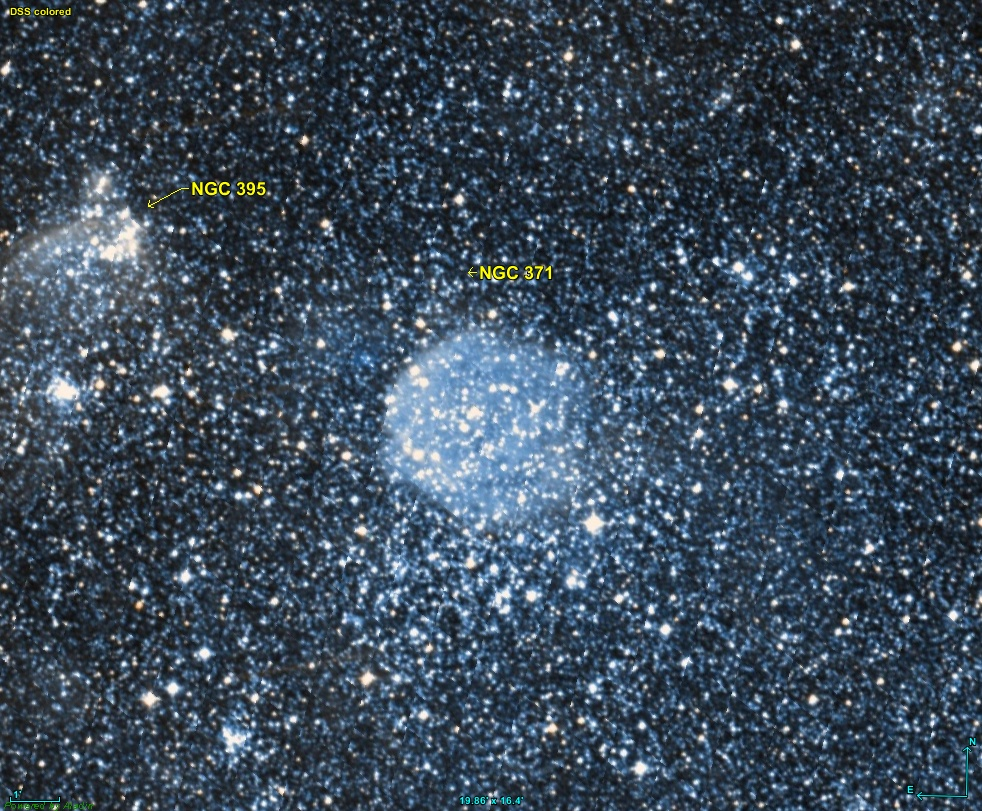
NGC 371 (SDSS)
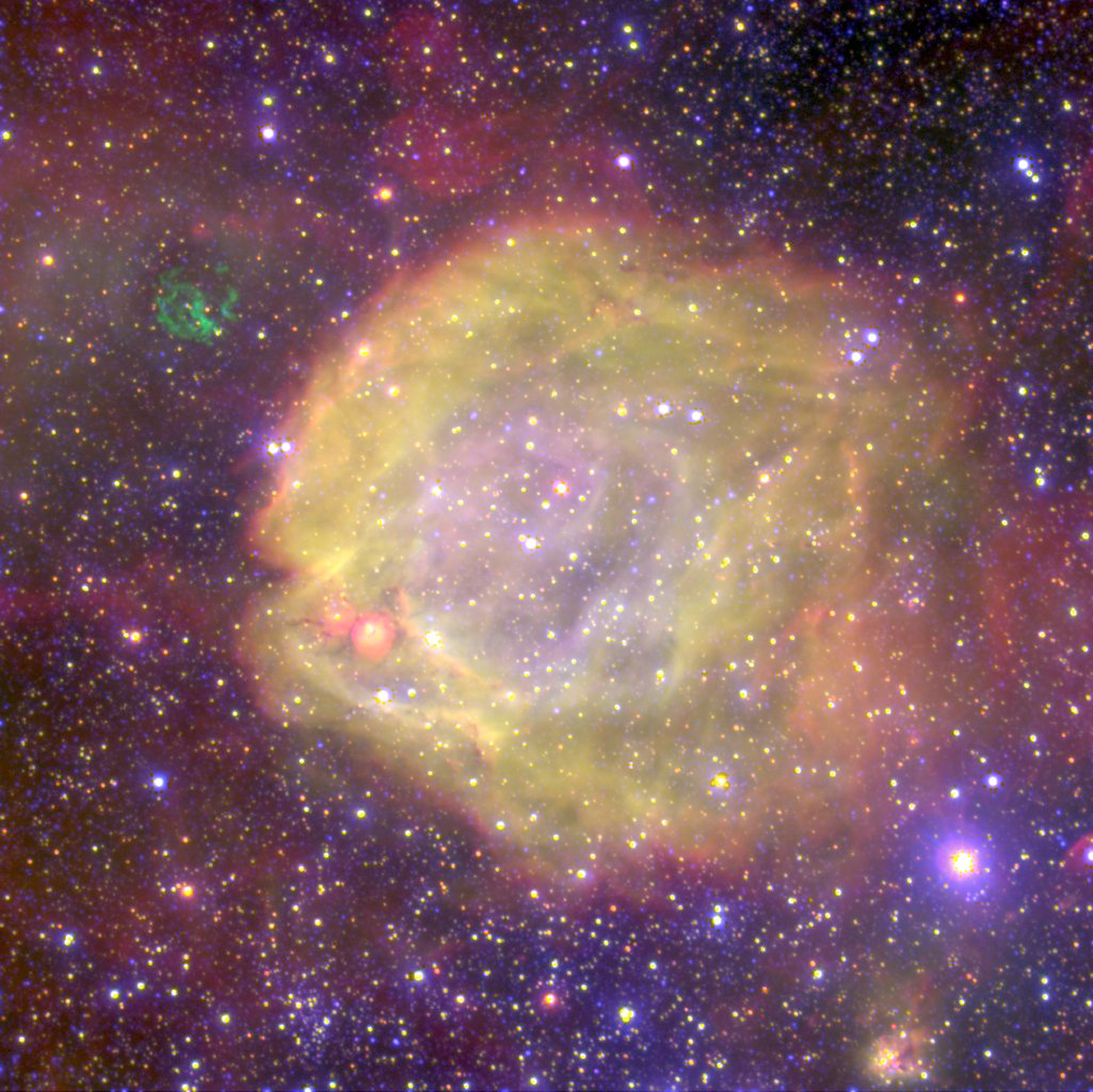
NGC 371 (HST)

| Nombre de la estrella | Temperatura efectiva ( K ) | Magnitud absoluta | Magnitud bolométrica | Masa ( M ☉ ) | Tipo espectral |
| --------------------- | -------------------------- | ----------------- | -------------------- | ------------ | -------------- |
| AB6                   | 105000/35000               | -5,15/-6,65       | -10,96/-10,01        | 9/41         | WN4+O6.5I      |
| AB7                   | 105000/36000               | -4.4/-5.7         | -10,51/-9,01         | 23/44        | WN4+O6I(f)     |
| Hodge53-207           | 50100                      | -4.8              | -9.3                 | 53           | Oh             |
| Hodge53-47a           | 48600                      | -4.9              | -9.3                 | 50           | O4V            |
| Hodge53-47b           | 42400                      | -4.9              | -8.9                 | 37           | O6.5V          |
| Hodge53-60            | 37200                      | -5.4              | -9                   | 36           | O8III          |
| AV 327                | 33000                      | -5.8              | -9.1                 | 35           | O9I            |
| Hodge53-141           | 34400                      | -5.8              | -9.2                 | 34           | O9III          |
| Hodge53-137           | 35700                      | -5.6              | -9.1                 | 34           | O8.5III        |
| Hodge53-118           | 42500                      | -4.6              | -8.6                 | 34           |                |
| Hodge53-91            | 37200                      | -5.1              | -8.7                 | 32           | O8.5V          |
| Hodge53-11            | 41800                      | -4.4              | -8.3                 | 31           |                |
| Hodge53-74            | 39400                      | -4.6              | -8.4                 | 30           |                |

- NGC 371 (SDSS)
- NGC 371 (HST)